# Dipodomys venustus
Dipodomys venustus és una espècie de mamífer rosegador de la família dels heteròmids. És endèmica de les muntanyes costaneres del centre-oest de Califòrnia (Estats Units). S'alimenta de llavors i vegetació verda. El seu hàbitat natural són els pendents marítims coberts de chaparral o una mescla de chaparral i roures. És una espècie en risc mínim, és a dir, no sembla que hi hagi cap amenaça significativa per a la seva supervivència.